# Esquadrão N.º 23 da RAAF
O Esquadrão N.º 23 é um esquadrão da Real Força Aérea Australiana (RAAF) que não possui meios aéreos próprios. É um esquadrão de treino, colocado na Base aérea de Amberley, Queensland. Formado em 1937, lutou contra os japoneses na Segunda Guerra Mundial como um esquadrão de bombardeiros. Operando a partir de Archerfield durante o período inicial da guerra, o esquadrão realizou patrulha marítima na costa oriental da Austrália antes de se converter numa unidade de bombardeiros de mergulho e participar na Campanha da Nova Guiné. Mais tarde na guerra, passou a operar bombardeiros pesados e realizou missões contra alvos japoneses nas Índias Orientais Holandesas. Depois da guerra, o esquadrão foi usado para re-estabelecer o Esquadrão N.º 6; depois disto, foi usado para re-criar a Citizens Air Force, com base em Brisbane.
Até 1960, o esquadrão operou aeronaves a jacto antes de se converter para o papel de apoio terrestre, e actualmente faz parte do Grupo de Apoio de Combate.